# Mohamed Farrah Aidid
Generał Mohamed Farrah Hassan Aidid (somal. Maxamed Faarax Xasan Caydiid, arab. ‏محمد فرح حسن عيديد‎, ur. 15 grudnia 1934 w Beledweyne, zm. 1 sierpnia 1996 w Mogadiszu) – somalijski dowódca wojskowy, często opisywany jako wódz generał i dyplomata oraz przewodniczący Zjednoczonego Kongresu Somalijskiego (USC), później przewodniczył w Somalijskim Sojuszu Narodowym (SNA). Wraz z innymi uzbrojonymi grupami opozycji, podczas wojny domowej, która wybuchła w Somalii na początku lat 90., wyprowadził reżim prezydenta Mohameda Siad Barre ze stolicy Somalii, w Mogadiszu.
W 1992 roku Aidid zakwestionował obecność ONZ i wojska Stanów Zjednoczonych w Somalii. Był jednym z głównych celów operacji Restore Hope („Przywracana Nadzieja”). Była to wspólna operacja humanitarna ONZ i USA, która starała się przełamać wojskowe oblężenie w kraju. Po zakończeniu działań, zmuszając siły ONZ do opuszczenia kraju w 1995 r., Aidid sam mianował się na prezydenta Somalii, którą to władzę sprawował przez kilka miesięcy, aż do śmierci w roku następnym, 1996.

## Wczesne lata
Aidid urodził się w 1934 w Beledweyne, w somalijskim klanie rodzinnym Habar Gidir, będącego częścią większej grupy Hawiye. Kształcił się w Rzymie i Moskwie. Służył w siłach włoskiej policji kolonialnej w 1950 roku. Później dołączył do somalijskiej armii narodowej. Doskonaląc swoje umiejętności wojskowe, Aidid studiował w Akademii Wojskowej Frunze w byłym ZSRR (Военная академия им. М. В. Фрунзе), elitarnej instytucji zarezerwowanej dla najbardziej wykwalifikowanych oficerów wojsk Układu Warszawskiego i ich sojuszników. W 1969 roku, w kilka dni po zabójstwie drugiego prezydenta Somalii Ali Abdirashid Sharmarke, junta wojskowa kierowana przez gen. Mohamed Siad Barre wszczęła bezkrwawy zamach stanu. Aidid służąc wtedy jako Szef Sztabu Armii w czasie puczu. Szybko popadł w niełaskę z liderami nowego systemu i został zatrzymany. Sześć lat później, Aidid został ostatecznie zwolniony z więzienia, aby móc wziąć udział w wojnie przeciwko Etiopii w latach 1977–1978 nad spornym regionem Ogaden. Później służył w gabinecie prezydenta Barre’a jako ambasador Somalii w Indiach, zanim ostatecznie został nominowany na szefa wywiadu.

## Zjednoczony Kongres Somalijski
Po nieudanej kampanii Ogaden z końca lat 70. administracja Barre’a zaczęła aresztować urzędników rządowych i wojskowych pod zarzutem udziału w nieudanym zamachu stanu w roku 1978. Większość ludzi, którzy rzekomo brali udział w puczu, została stracona. Jednakże kilku urzędnikom udało się uciec za granicę i zaczęło tworzyć pierwsze grupy opozycyjne mające za zadanie obalenie siłą reżimu Barre’a. Pod koniec lat osiemdziesiątych autorytet rządu całkiem upadł. Coraz bardziej autorytarna władza i ruch oporu, zachęcane przez etiopską organizację Derg (Coordinating Committee of the Armed Forces, Police, and Territorial Army) została zerwana w całym kraju. W 1991 roku doprowadziło to w końcu do wybuchu wojny domowej, obalenia rządu Barre, i rozwiązaniu Narodowej Armii Somalii (SNA). Wiele z tych grup opozycyjnych zaczęło konkurować o wpływy władzy, które następnie przyczyniły się do obalenia reżimu Barre’a. Zbrojne ugrupowania pod wodzą Zjednoczonego Kongresu Somalijskiego (USC) dowódców generała Aidida i Alego Mahdiego Mohameda, usiłowały zdobyć władzę nad stolicą
Rezolucja Rady Bezpieczeństwa ONZ nr 733 i Rezolucja Rady Bezpieczeństwa ONZ nr 746 doprowadziły po rozwiązaniu rządu centralnego do utworzenia UNOSOM I, pierwszej misji stabilizacyjnej w Somalii. Rezolucja Rady Bezpieczeństwa ONZ nr 794 została przyjęta jednogłośnie 3 grudnia 1992 r., zatwierdzając koalicję sił pokojowych ONZ na czele z USA. W konsekwencji utworzono Zjednoczony Zespół Operacyjny (United Task Force – UNITAF), którego zadaniem było zapewnienie bezpieczeństwa, do momentu przeniesienia obowiązków humanitarnych na ONZ. Lądowanie w 1993 w Somalii koalicji pokojowej ONZ, rozpoczęło dwuletnią misję Organizacji Narodów Zjednoczonych w Somalii (UNOSOM II), początkowo przede wszystkim na południu kraju.
Obóz Aidida oraz niektóre oddziały milicji w Mogadiszu, które zabiegały o władzę, interpretowały obecność wojsk ONZ jako zagrożenie dla ich hegemonii. W konsekwencji doszło do kilku starć w stolicy pomiędzy uzbrojonymi ludźmi a siłami pokojowymi. W 1992 roku, bojownicy Aidida zaatakowali pakistańskie siły ONZ, w wyniku czego 24 poniosło śmierć. Władze amerykańskie następnie zaproponowały 25 000 dolarów nagrody za głowę lidera obozu i podjęły próby aresztowania go za zbrodnie wojenne. W dniu 3 października 1993 r., na polecenie prezydenta Billa Clintona, siły Rangersów Armii Stanów Zjednoczonych (75 Pułk US Army Rangers) oraz oddziały Delta Force otrzymały rozkaz uchwycenia funkcjonariuszy milicji Aidida w rejonie Mogadiszu, który pozostawał pod jego kontrolą. Chociaż misja technicznie się udała, podczas której pojmano kilka tzw. ważnych celów wysokiej wartości, „tier-one personalities”, to operacja nie do końca poszła zgodnie z planem. W bitwie w Mogadiszu zginęło od około 500 do 1500 Somalijczyków oraz 18 żołnierzy amerykańskich i 1 żołnierz malajski (PFC Mat Aznan Awang). W wyniku zestrzelenia śmigłowca MH-60 Black Hawk pilot chorąży – Michael J. Durant z 160. Specjalnego Pułku Lotnictwa został uwięziony na 11 dni przez bojowników milicji. Wspomina o tym w swojej książce In Company of Heroes. Wkrótce potem Stany Zjednoczone wycofały swoje siły z Somalii, podobnie jak Organizacja Narodów Zjednoczonych, która opuściła Somalię w 1995 roku

## Prezydent Somalii
W czerwcu 1995 roku Aidid sam ogłosił się prezydentem Somalii. Jego deklaracja nie została oficjalnie uznana, a tymczasowym prezydentem został jego rywal Ali Mahdi Mohamed mianowany na ten urząd podczas konferencji w Dżibuti. Muhammad został uznany przez społeczność międzynarodową. Frakcja Aidida kontynuowała hegemonię na południu kraju. We wrześniu 1995 roku oddziały zaprzyjaźnionej milicji zaatakowały miasto Baidoa, zabijając 10 mieszkańców i przechwytując co najmniej 20 zagranicznych pracowników

## Śmierć
W dniu 24 lipca 1996 r. Aidid i jego ludzie starli się z siłami sojuszników Alego Mahdiego Mohameda oraz Hassana Osmana Ali Atto. Aidid doznał rany postrzałowej, a następnie zmarł na atak serca dnia 1 sierpnia, w trakcie lub po operacji leczenia swoich obrażeń

## Życie prywatne
Podczas wydarzeń, które doprowadziły do wojny domowej, żona Aidida Khadiga Gurhan starała się o azyl w Kanadzie w 1989 r., przeprowadzając się tam z czwórką dzieci. Wkrótce potem, lokalne media stwierdziły, że wróciła do Somalii na pięć miesięcy, przy jednoczesnym otrzymywaniu świadczeń socjalnych. Gurhan przyznała w wywiadzie do otrzymywania świadczeń oraz do wyjazdu do Somalii na przełomie 1991. Jednakże później ujawniła, że przyznano jej status emigranta w czerwcu 1991 r. i tym samym przyznano jej prawo do legalnego pobytu w Kanadzie. Dodatkowo, w styczniu tego samego roku został obalony rywal Aidida, Prezydent Barre. Zapewniając tym samym Gurhan pięciomiesięczną podróż, co w zasadzie nie osłabiło roszczeń o status uchodźcy, zainicjowanych w 1989 roku. Oficjalne badania kanadyjskich urzędników imigracyjnych w sprawie zarzutów wobec Gurhan wykazały, że uzyskała ona dokumenty za pomocą normalnych procesów prawnych.
Syn generała Aidida, Hussein Mohamed Farrah, wyemigrował do Stanów Zjednoczonych, mając 17 lat. Podczas 16-letniego pobytu w tym kraju w końcu stał się jego obywatelem, a następnie żołnierzem Marynarki Wojennej Stanów Zjednoczonych, który służył w Somalii. Dwa dni po śmierci ojca, Narodowy Sojusz Somali zadeklarowało Husajna na nowego prezydenta, aczkolwiek nie został on uznany na arenie międzynarodowej.